# عملية اقتحام معتقل الحويجة 2015
في صباح يوم 22 تشرين الأول/أكتوبر 2015، قامت قوة مشتركة من قوة دلتا الأمريكية وقوات البيشمركة الكردية بإنزال جوي على معقتل يستخدمه تنظيم الدولة الإسلامية (داعش) في قرية فضيخة إحدى قرى الحويجة في محافظة كركوك شمال العراق.

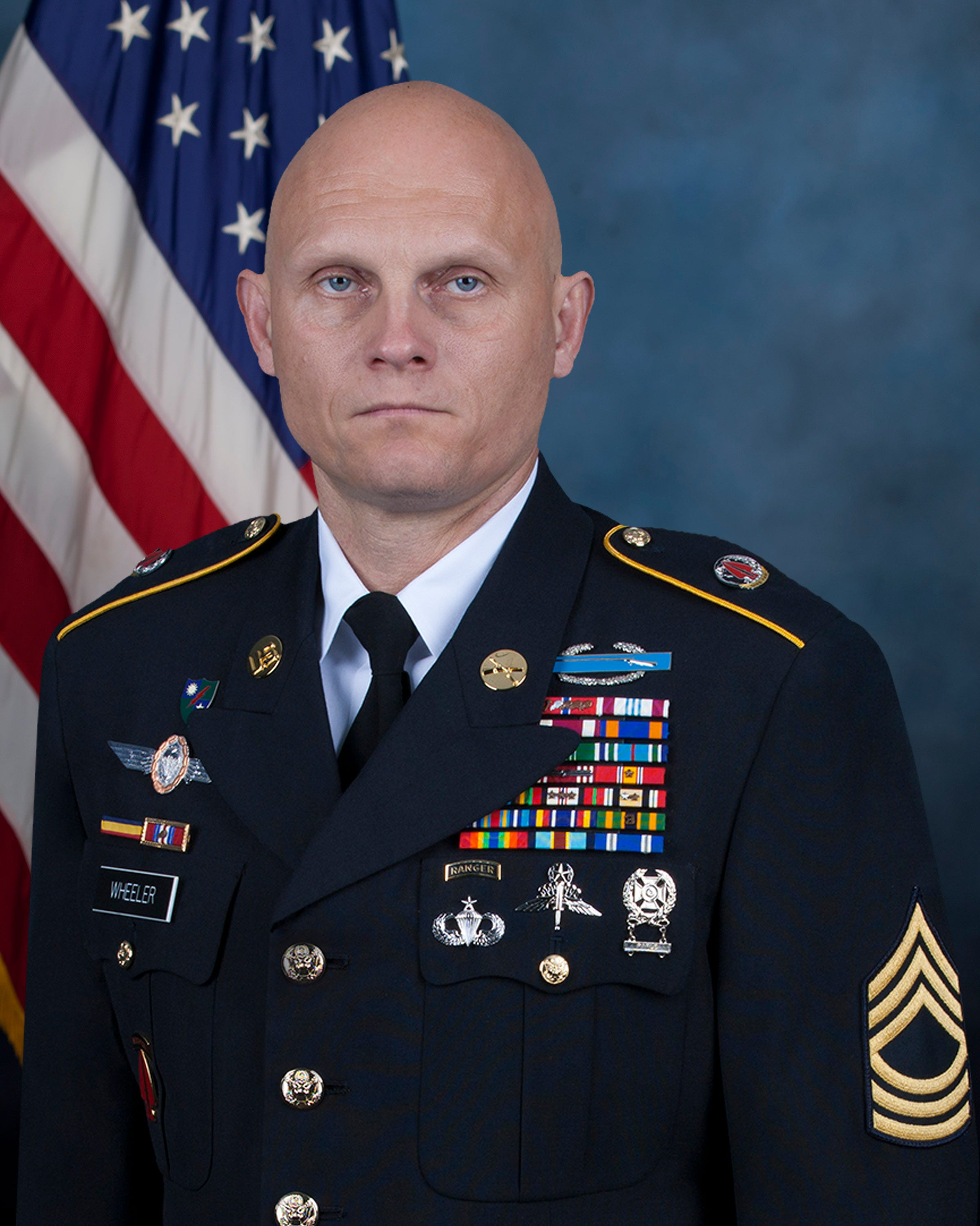
الرقيب أول جوشوا ويلر.

نتج عن العملية تحرير حوالي 70 معتقلا كان يتخذهم التنظيم رهائن واعتقال حوالي أفراد من التنظيم ونقلهم إلى الولايات المتحدة، وقد أعلنت الولايات المتحدة أن أكثر من 20 فردا من المعتقلين المحررين ينتمون لقوات الأمن العراقية.
وقد أعلنت الولايات المتحدة أن العملية تمت بتنسيق مع حكومة كردستان، بينما نفت وزارة الدفاع العراقية علمها بالعملية.
ويعد الرقيب الأول جوشوا ويلر أول جندي أميركي يقتل في العراق منذ بدء عمليات التحالف ضد داعش، وأول جندي يقتل بعد الانسحاب الأمريكي من العراق في 2011.